# Cecilia Blanco
Pour les articles homonymes, voir Blanco.
Cecilia Blanco García, née le 23 février 1979 à Madrid, est une judokate espagnole.

## Palmarès international en judo
| Championnats d'Europe | Championnats d'Europe | Championnats d'Europe |
| Année                 | Médaille              | Catégorie             |
| --------------------- | --------------------- | --------------------- |
| 2001                  | argent                | –70 kg                |
| 2004                  | argent                | –70 kg                |
| 2010                  | bronze                | –70 kg                |
| 2012                  | argent                | –70 kg                |
| Jeux méditerranéens   |                       |                       |
| Année                 | Médaille              | Catégorie             |
| 2001                  | bronze                | –70 kg                |
| 2005                  | bronze                | –70 kg                |